# Липинский, Ипполит

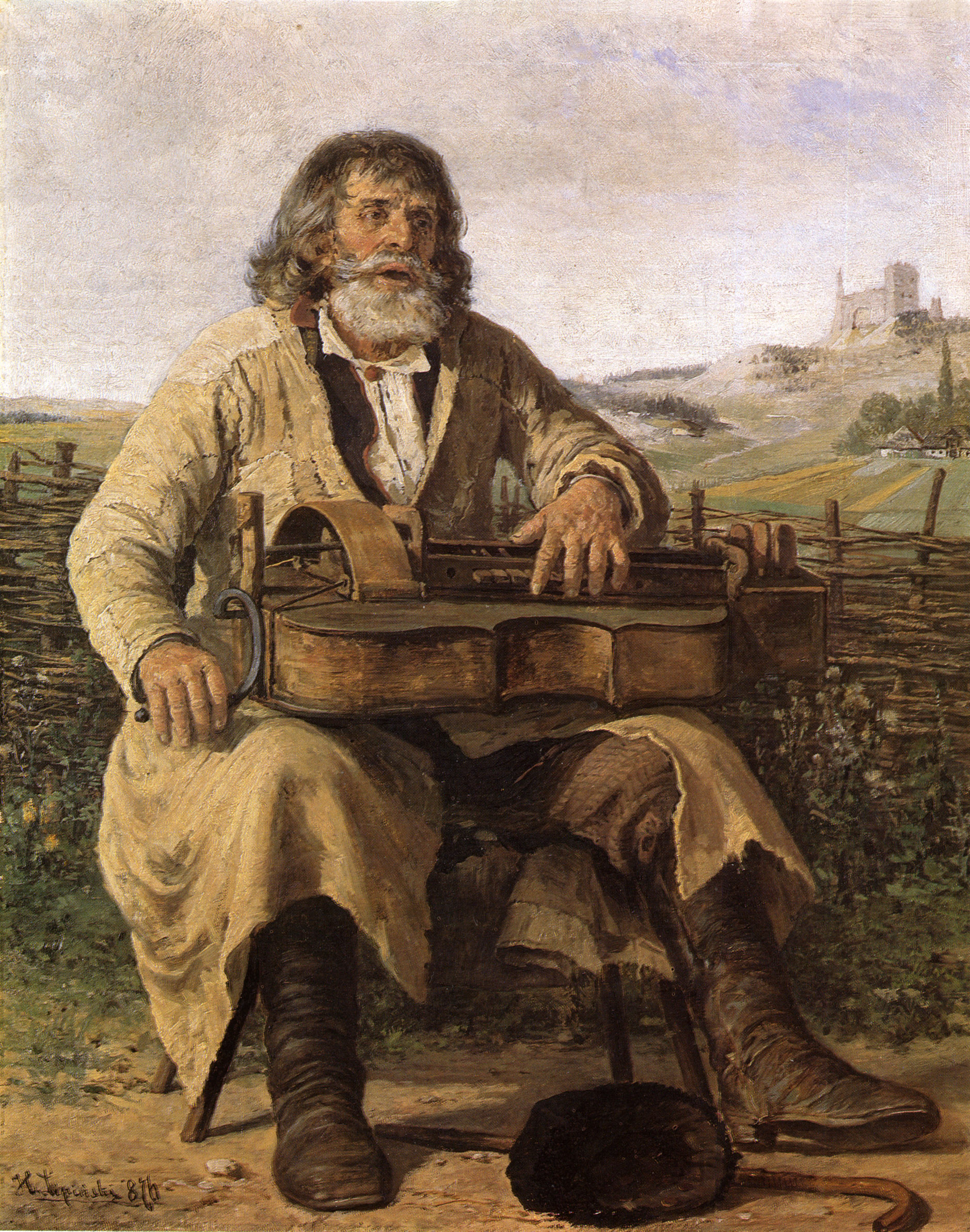
Лирник

Ипполит Липинский (14 августа 1846, Новы-Тарг — 27 июня 1884 Краков) — польский живописец. Представитель реализма в живописи.

## Биография
В 1859—1870 годах обучался в Школе изящных искусств в Кракове. Затем отправился в Мюнхен, где продолжил учёбу под руководством Т. Дитца, и в академии художеств — у Г. Аншютца и Ф. Зайтца. Во время учёбы в Мюнхенской академии был награждён золотой медалью. В 1872 вернулся на родину. С 1874 стажировался под руководством Яна Матейко.

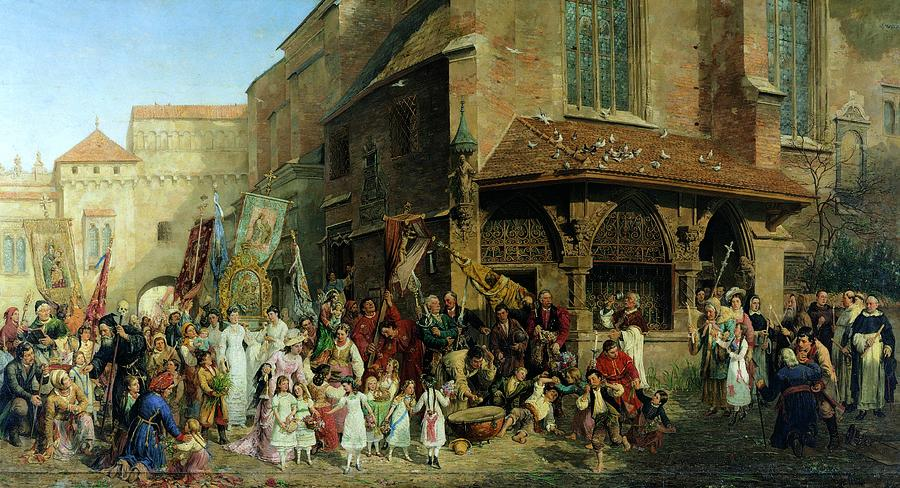
Процессия вынесения Божьего тела.

В 1875—1876 и 1882—1883 преподавал рисунок и живопись на курсах для женщин в Технико-промышленном музее Кракова.
Один из организаторов Краковского Национального музея в 1879 году.

## Творчество
Автор жанровых сцен из городского и сельского быта. Многие полотна посвятил народным обрядам и обычаям. Писал портреты и пейзажи.
Картины И. Липинского хранятся в Национальных музея Варшавы, Кракова и Вроцлава, Краковском историческом музее, частных коллекциях.
Похоронен на Раковицком кладбище Кракова.

## Избранные работы
- Воскресение в селе (1869);
- Цыган с медведем (ок. 1872);
- Лирник (1876);
- Мытьё ягод (1878);
- Коник зверинецкий (ок. 1880);
- Процессия (1881);
- Гуральская свадьба;
- Краковская свадьба (1881);
- Вербное воскресение (1881);
- Рассказы о восстании (1882).